# Saint-Germain-de-Pasquier
Saint-Germain-de-Pasquier är en kommun i departementet Eure i regionen Normandie i norra Frankrike. Kommunen ligger i kantonen Amfreville-la-Campagne som tillhör arrondissementet Bernay. År 2022 hade Saint-Germain-de-Pasquier 122 invånare.

## Befolkningsutveckling
Antalet invånare i kommunen Saint-Germain-de-Pasquier
Referens:INSEE